# Maribel Domínguez
Maribel Guadalupe Domínguez Castelán (Città del Messico, 18 novembre 1978) è un'ex calciatrice messicana, di ruolo attaccante.
Conosciuta anche come Marigol, detiene il recordi di presenze e reti realizzate nella nazionale messicana.

## Carriera

### Infanzia
Da bambina giocava con una squadra di ragazzi messicani, mascherandosi e dicendo di chiamarsi Mario.

### Club

#### Stati Uniti: Kansas City Mystics e Atlanta Beat
Nel 2002 firmò per il Kansas City Mystics squadra statunitense che militava in W-League che negli ultimi anni si stava affermando come uno dei campionati femminili di calcio più importanti del mondo. L'anno successivo si trasferì all'Atlanta Beat.

#### Spagna: Barcellona e L'Estartit
Maribel Domínguez si unì nel gennaio 2005 al Barcellona che fino ad allora ebbe un record disastroso nella lega di una sola vittoria. Con l'attaccante messicana, la squadra allenata da Natalia Astrain fece una striscia di sette vittorie in dieci partite e concluse la stagione a metà classifica. Nell'estate del 2006 lasciò il club e nel gennaio 2007 firmò per L'Estartit, una squadra della seconda divisione femminile spagnola, in cui contribuì alla promozione in Superliga.

#### Ritorno in America: Chicago Red Stars e UAEH Panters
Nel 2012 si traferì al Chicago Red Stars che nel 2012 militava in W-League e nel 2013 nella nuova lega la NWSL arrivando 6º. Nell'estate del 2013 si trasferì nel club messicano UEAH Panthers.
Si ritirò dal calcio giocato nel 2013.

### Nazionale
Fece la sua prima apparizione con la nazionale messicana il 19 giugno 1999 in una partita della coppa del mondo contro il Brasile in cui segnò anche il suo primo gol, alla fine la partita finì 7 a 1. In quella coppa del mondo il messico si ritrovò ai gironi con Brasile, Germania e Italia in cui persero tutte e tre le partite e quindi arrivarono ultime nel loro girone.                                                                                                                                                               Nel 2002 nella Women's Gold Cup, in Canada e USA, Dominguez segnò un gol ai gironi contro il Panama (5:1), passò il girone e poi perse la semifinale contro il Canada (2:0) e fece 2 gol nella finale 3º posto contro la Costa Rica (4:1).
Alle Olimpiadi del 2004, in Grecia, segnò contrò la Cina (1:1) passando il girone al 2º posto, per poi perdere ai quarti di finale contro il Brasile per 5:0. Alla Women's Gold Cup 2006, negli USA, passò il primo turno segnando contro Trinidad e Tobago (3:0), poi perse in semifinale contro gli Stati Uniti (2:0) e poi vinse la finale 3º posto contro la Giamaica (3:0) segnando un gol.                                                                                                                    Alla Women's Gold Cup 2010, in Messico, segnò 4 gol contro la Guyana (7:2) e uno contro Trinidad e Tobago (2:0) passando la fase gironi al 2º posto, poi segnò un gol in semifinale contro gli Stati Uniti (2:1) poi perse la finale 1:0 contro il Canada. Alla Coppa del Mondo 2011, in Germania, segnò un gol contro la Nuova Zelanda (2:2) arrivando al 3º posto ai gironi.                                                      Ai Giochi Panamericani del 2011, in Messico, segnò un gol contro Trinidad e Tobago (1:1) arrivando al 2º posto nel girone, nella semifinale perse contro il Brasile (1:0) e vinse la finale 3º posto contro la Colombia (1:0) con il gol di Ruiz.
Maribel Domínguez detiene il record di presenze (116) e gol (82) della nazionale messicana.